# Максимилиан Гессенский
Максимилиан Фридрих Вильгельм Георг Гессенский (нем. Maximilian von Hessen; 20 октября 1894, Замок Румпенхейм, Оффенбах-ам-Майн, Германская империя — 13 октября 1914, Фландрия, Бельгия) — представитель Гессенского дома. Лейтенант Германской императорской армии.

## Биография
Максимилиан родился 20 октября 1894 года, в замке Румпенхейм. Его родителями были Фридрих Карл Гессенский (1868—1940) и его жена Маргарита Прусская (1872—1954). Он был вторым ребёнком в семье. По линии отца он, является потомком ландграфов Гессен-Касселя, а по материнской линии, потомком Вильгельма I, королевы Виктории и Павла I. Крёстным отцом Максимилиана стал после рейхсканцлер Германской империи, Максимилиан Баденский (1867—1929).
Вместе со своим братом, Фридрихом Вильгельмом (1893—1916), он учился кадетской школе в Берлине, с 1909 по 1912 год. С началом Первой мировой войны он был отправлен на западный фронт, вместе со своими братьями. Максимилиан был офицером 24-го Лейб-драгунского полка.
По данным газеты Frankfurter Zeitung, 12 октября 1914 года, он получил серьёзное ранение в живот и был доставлен в монастырь Мон-де-Катс. Однако монастырь был обстрелян британской армией. Когда обстрел прекратился, принц уже был смертельно ранен. Ему врач сказал, что он проживет около часа. Перед смертью Максимилиан попросил английского врача вернуть его матери медальон, который он носил на шее.
Принц скончался ночью, 13 октября 1914 года. Тело принца было возвращено семьёй, через британское правительство, Его брат, Вольфганг (1896—1989), принёс домой его тело в гробу. Он был похоронен в Замке Кронберг, в Гессене.